# 伊藤伝七 (10代目)

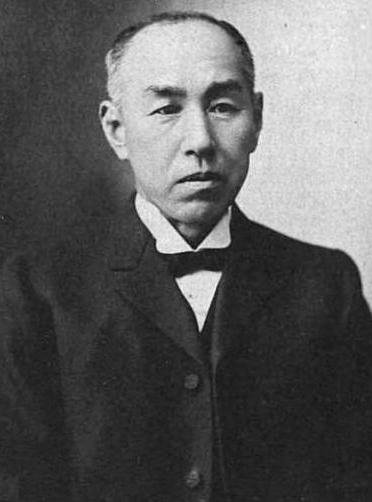
伊藤伝七10代目

十代目伊藤伝七（じゅうだいめ いとう でんしち、1852年8月9日（嘉永5年6月24日） - 1924年（大正13年）8月12日）は、 明治大正期の企業家。三重県四日市市出身の三重紡績創設者で第2代東洋紡績株式会社社長。三岐鉄道建設に私費を投じて沿線に小野田セメントを誘致した四日市市名誉市民の十一代目伊藤伝七は息子（養子）である。

## 年譜
伊勢国三重郡室山村（現在の三重県四日市市四郷地区）の酒造業の伊藤家に生まれる。母は進士みす。幼名は伊藤清太郎。江戸時代の幕末期に元服して伊藤伝一郎。1883年（明治16年）に父の9代目伊藤伝七が亡くなり、伊藤伝七（10代目）を襲名した。
1879年（明治12年）5月60歳で没した稀代の製糸王伊藤小左衛門 (5代目)の遺志を継いだのは、製糸頭の伊藤小十郎（伊藤小左衛門5代目の子）と、後に紡績王と称される伊藤伝一郎（伊藤伝七10代目、後の伊藤伝七知周）の2人であった。伊藤伝一郎は伊東小左衛門と父の伊藤伝七9代目の指示で綿糸紡績業を開始する種々の調査をした。明治10年度に東京上野で開催された内国勧業博覧会を見学した。1880年（明治13年）に輸入紡績機械の払い下げを受けて操業を開始した。技術と動力となる水不足により生産量が上がらず、経営は行き詰まりかけたが、三重県令の紹介で渋沢栄一の知遇を受け、渋沢の援助により、1886年（明治19年）に三重紡績会社として再スタートした。

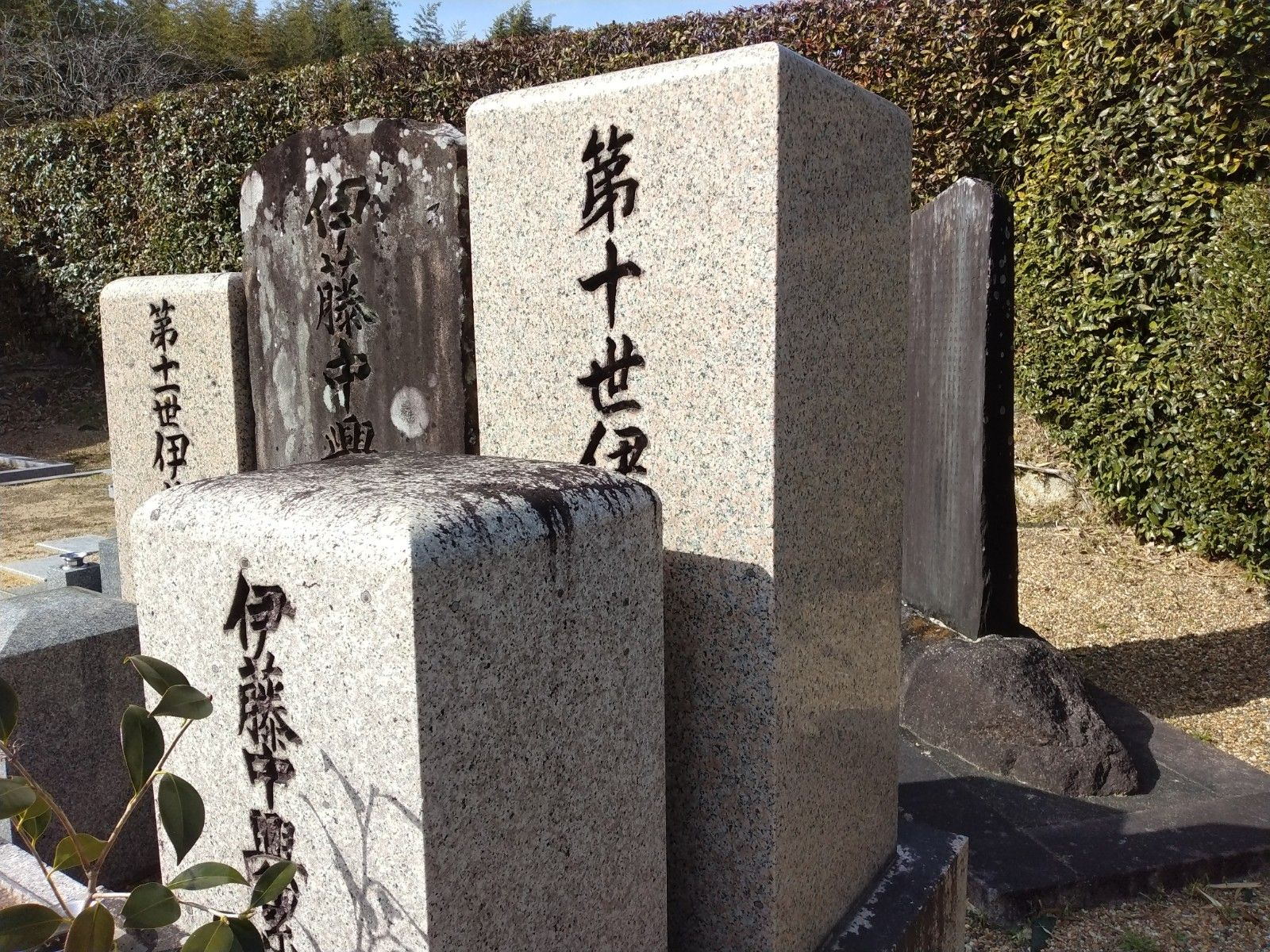
伊藤伝七(十代)の墓(四日市市室山連合墓地)

1906年（明治39年）に緑綬褒章を受けた。この年、生地の室山にメリヤス商会を移転した。1918年（大正7年）には貴族院多額納税者議員に当選して、1921年（大正10年）に四郷村役場を実弟伊藤伝平とともに、建築して寄贈するなど四日市地域に貢献した。四日市市四郷出張所を経て、四日市市指定有形文化財となり、四郷郷土資料館として活用されている。1924年（大正13年）8月に紡績一筋の人生を過ごした10世伊藤伝七は72年の生涯を奈良県の生駒市の別荘で閉じた。生前の功績を賞して正六位を授与。

## 三重紡績設立者
伊藤伝七10代目は父の9代目とともに三重紡績所を起業した繊維業界の創始者の一人。三重県の政財界の重鎮として大日本帝国期に活躍した企業家である。9代目伊藤伝七と5代目伊藤小左衛門とは従兄弟同士であった。9代目伝七は明治初年に綿糸紡績業経営を志し、鹿島万平（日本初の民間紡績所である「鹿島紡績所」を1872年(明治5年)に創業）に教えを請いた。10代目伝七は子供時代から秀才であり、20歳で副戸長に就任した。父と伊藤小左衛門から紡績業を勧められ、赤羽工作局・鹿島紡績所・富岡製糸所・横須賀造船所等を視察し、1877年（明治10年）官営の堺紡績所に26歳で見習い工となった。紡績技術や繊維技術を見習いで習得した。1880年に小左衛門と連名で二〇〇〇錘紡機の払い下げを出願して許可され、1883年（明治19年）に水力を動力とする三重紡績所を三重県川島村（四日市市川島地区）に創設した。
当初経営が振るわなかったため三重県令の石井邦猷の紹介で渋沢栄一に相談したところ規模の拡大を勧められ、1886年（明治21年）に渋沢の支援で株式会社組織の三重紡績会社が設立され、三重紡績所も同社に合併して川島分工場となる。九鬼紋七・八巻道成（第一銀行四日市支店長）とともに同社創立委員に選ばれ、翌年には委員兼支配人に就任した。技術長には、工部大学校卒の斎藤恒三（のち東洋紡社長）を迎えた。
三重紡績は日清戦争の特需で大きな利益をあげ、明治30年代には三重県と愛知県下の紡績会社を次々と吸収合併して日本屈指の紡績会社となった。1914年（大正3年）に渋沢と協議して大阪紡績（1877年に渋沢が創業）と合併し東洋紡績を設立した。10代目伝七は1916年（大正5年）～1920年（大正9年）まで東洋紡績2代目社長を務めた。その後も1924年に亡くなるまで同社の相談役を務めた。また、四日市商工会議所の副会頭を務めた。1918年（大正7年）三重県多額納税者として貴族院議員に互選され、同年9月29日から死去するまで在任した。

## 伊藤家
伊藤家は代々室山で農業を経営して、中世に質屋経営・木綿仲買業を兼業して、8世伊藤伝七が清酒の醸造業を経営していた商人の家柄であった。村役人と旧領主の公用を務めた。9世伊藤伝七は年寄役・庄屋・副戸長を、さらに用達酒造取締方・米問屋御掛ヶ屋等の役職を務めた功労で苗字帯刀が許可された。大庄屋格となり、明治維新後は酒造用の機械を制作して、三重県内の博覧会で度々受賞している。母みすは四歳のときに病死した。父は直後に再婚して、弟2人が誕生したが後妻は病死した。三度目の妻も亡くなった。
元治元年（1864年）に伊藤伝七が13歳の時、代官所から、名字帯刀を許された。1875年（明治8年）、24歳で四日市の鈴木吉兵衛の二女まさ子と結婚した。

## 三重紡績の歴史
三重紡績は工場の新設と企業の吸収合併で拡大した。1889年（明治22年）に三重紡績第二工場、1893年（明治26年）には名古屋市に三重紡績分工場、1897年（明治30年）には津市に新工場を建設、1901年（明治34年）には伊勢紡績を買収して、1905年（明治38年）には名古屋市に本社があった関西紡績と合併し、1906年（明治39年）には津島紡績と大阪西成紡績を買収、1910年（明治40年）には桑名紡績所と知多紡績所などを次々に買収して、新工場を作っていった。
それまで麻糸製だった高価な漁網を初めて綿糸で製造に成功した。

## 要職
- 四日市商業会議所副会頭
- 日印貿易合資業務担当委員[9]
- 四日市倉庫取締役[9]
- 三重鉄工所取締役[9]
- 三重県農工銀行取締役[9]
- 伊藤メリヤス商会相談役[9]
- 四日市製紙取締役[9]
- 東海倉庫取締役[9]
- 豊田式織機監査役[9]
- 大日本ホテル取締役[9]
- 福寿生命保険取締役[9]
- 愛知電気鉄道監査役[9]
- 三重軌道取締役[9]

- 工業、保険、電鉄などの要職についた。1924年（大正13年）8月、73歳で死去した。私財を投じて三岐鉄道の基礎となる日本横断鉄道を計画した。